# ロンドン・ストーン

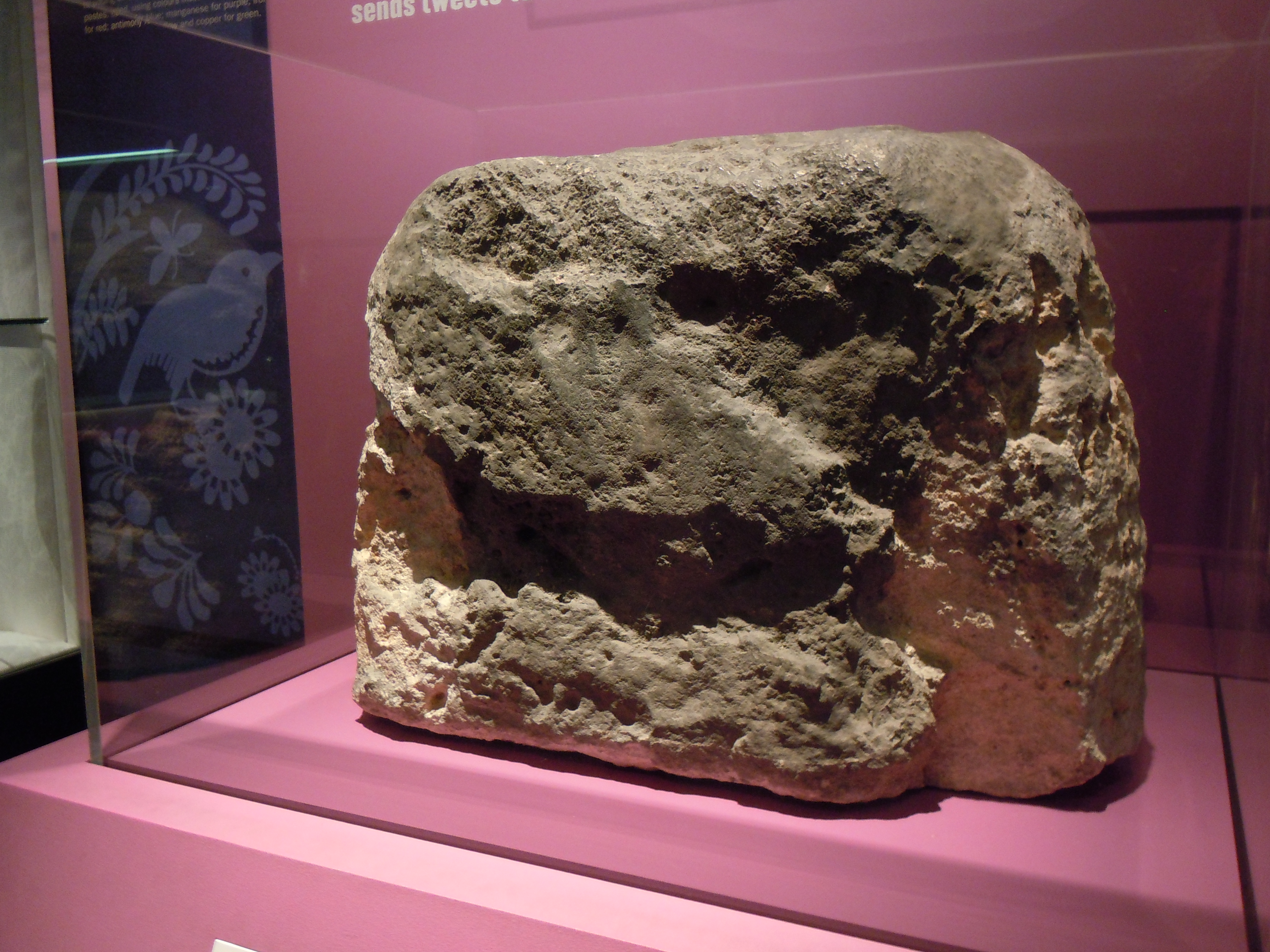
2018年にロンドン博物館で一時的に展示されたロンドン・ストーン

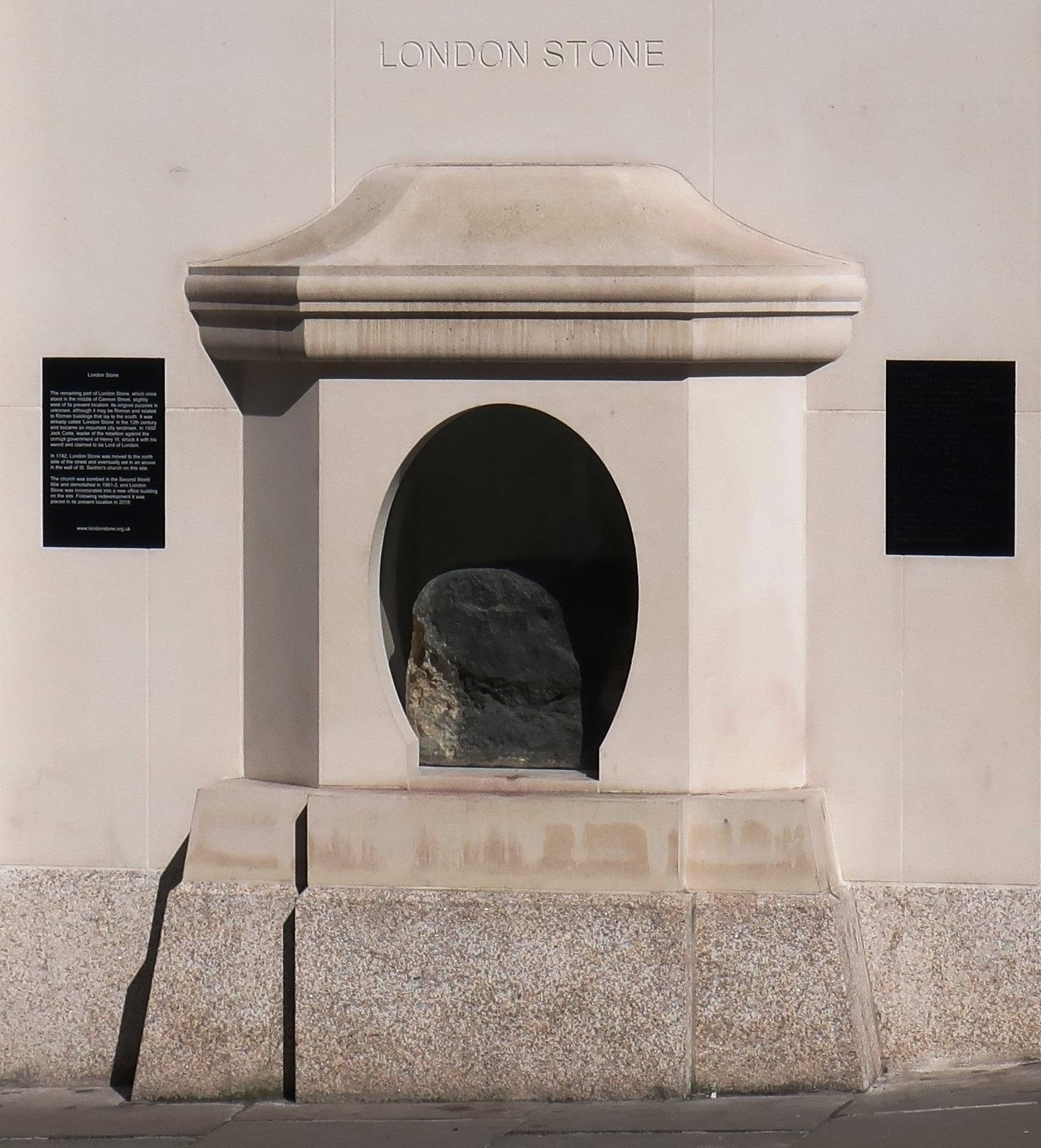
キャノン・ストリートにあるロンドンストーン

ロンドン・ストーン(英語:LondonStone)はシティ・オブ・ロンドンのキャノン・ストリート111番地にある石灰岩の塊である。正確な起源や用途は不明であるが、その起源はローマ時代まで遡ると指摘する研究家もいる。

## 概要
石の大きさは、幅53cm、高さ43cm、厚さ30cmである。1960年代の研究では、この石はローマ時代から中世の間に建築用としてロンドンに運ばれたラトランド産の良質な石であるとされている。現在、石はキャノン・ストリート駅の反対側にあるビルの壁の開口部にあり、ポートランド石のケースの中に収められている。

## 歴史

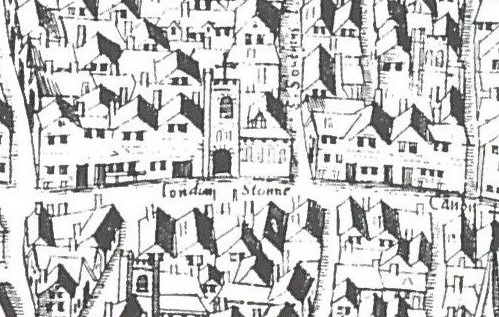
1553-59年頃の地図に描かれたロンドンストーンとセントスウィズインズ教会

この石は、もともと中世のキャンドルウィック通りの南側、聖スウィジン教会の西端の向かいにあり、1550年代のロンドンの縮尺地図である銅版地図でこの位置に描かれている。イギリスのの歴史家ジョン・ストウは、1598年発行の著書『ロンドン調査』の中で、「ロンドン・ストーンと呼ばれる大きな石」、「直立し...地面に深く固定され、鉄の棒で固定されている」と記述している。ストウはこの「大きな石」の寸法を明らかにしていないが、1578年にロンドンを訪れたフランス人は、この石が高さ90cm、横60cm、厚さ30cmであったと記録している。

### 中世
石に関する最も古い記述は、1598年にストウが引用した中世の文書に記載されていると言われている。彼は、カンタベリー大聖堂が所有するロンドン市内の不動産のリストに言及し、ある土地が「ロンドン・ストーンに近い場所にある」と記述している。ストウの説明では、このリストはイングランド王アゼルスタンが大聖堂に贈った福音書の巻末に綴じ込まれていたものであると述べている。しかし、ストウが見た文書が特定できていないため、最古の石の記述を確認することはできない。だが、現存する最古の大聖堂のロンドン財産目録は、1098年から1108年にかけてのもので、『Eadwaker at London Stone』という名の男が大聖堂に寄進した財産の言及がある。福音書には収録されていないが、ストウが見たのはこの文章か、それに類する文章であった可能性が指摘されている。
1450年、ヘンリー6世の政治に反対する反乱軍のリーダー、ジャック・ケイドは部下を引き連れて街に入ったとき、彼はロンドン・ストーンに剣を打ちつけ、「この街の主」であることを宣言した。 

### 16・17世紀
エリザベス1世の時代には、ロンドン・ストーンは単なる石ではなく、地図に表示され、それ自体が観光名所となっていた。人々は、この街ができる前からそこにあったとか、ルッド王の命令で設置されたとか、街の中心を示すものだとか、いろいろな憶測をした。 この時代には、さまざまな請求書や通知、広告を掲示したり公布したりする場所として日常的に使われていた。1608年には、サミュエル・ローランズの詩の中で、街を訪れた田舎者に見せたロンドンの名所の一つとして紹介されている。
1666年のロンドン大火では、聖スウィジン教会と近隣の建物が焼失した際に、石は破損して小さくなっている。

### 18世紀から20世紀初頭にかけて
交通の妨げになると考えられたロンドン・ストーンは1742年に通りの南側から北側に移され、大火で焼失した後にクリストファー・レンによって再建された聖スウィジン教会の扉のそばに置かれるようになった。1798年に再び教会の南壁の東端に移され、1820年代には、壁の中央の台座の上に置かれた石造りの枠の中に設置された。1869年、ロンドン・ミドルセックス考古学協会の計らいで、金網が取り付けられ、その上の教会の壁にはラテン語と英語で説明文が刻まれた。

### 1940年から現在
1940年のロンドン空襲で聖スウィジン教会は焼失したが、外壁は残っており、南側の壁にはロンドンストーンがそのまま残っていた。1962年に教会跡は取り壊され、オフィスビルに建て替えられた。ロンドン・ストーンはビルの中にある、ガラス張りで鉄格子のついたケースに置かれた。1972年6月5日、イギリス指定建造物・等級2に指定された。
2016年のオフィスビルの建て替え工事中は、石はロンドン博物館で一時的に展示され、2018年10月にキャノン・ストリートに戻された。

## 起源

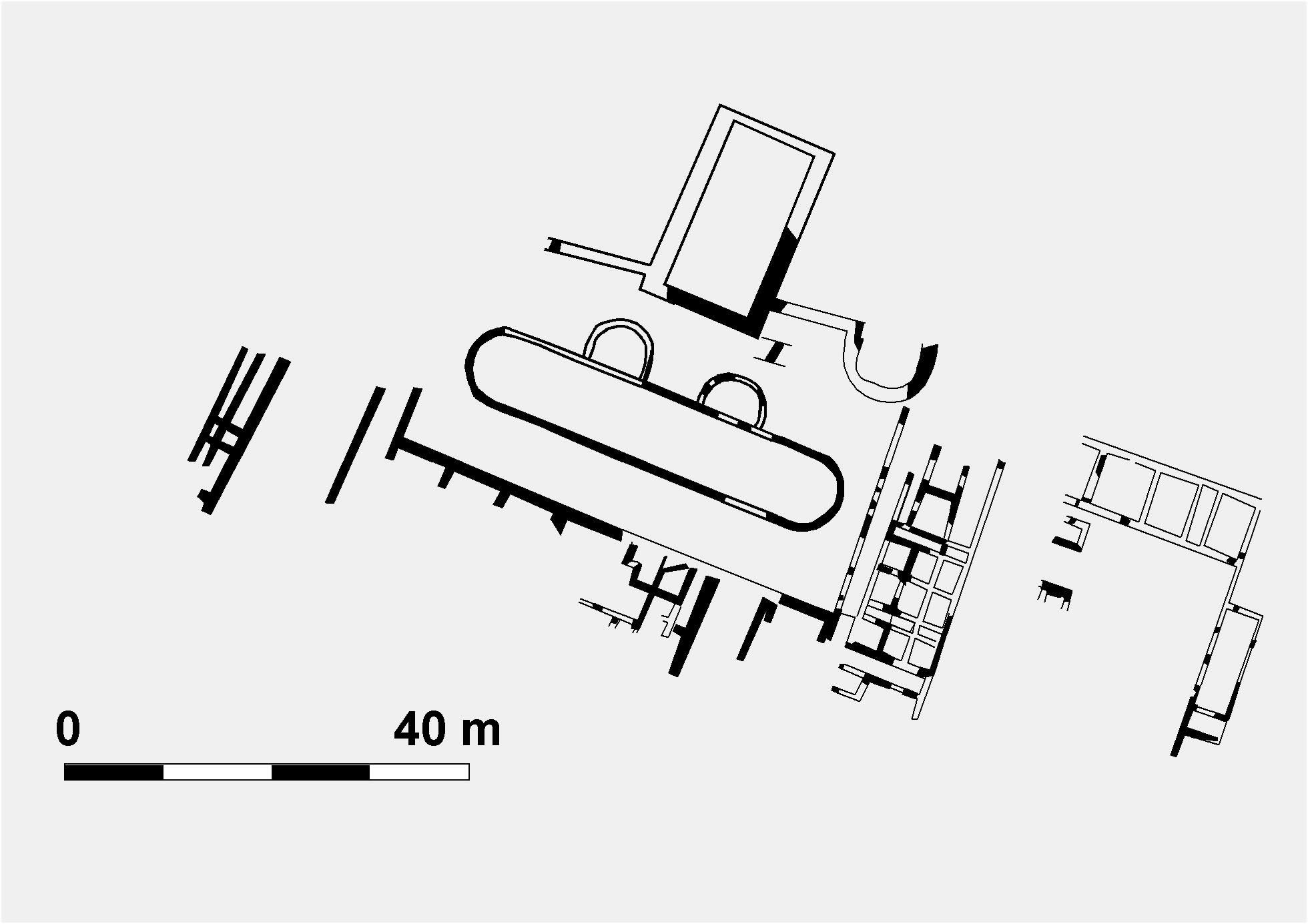
推定される総督府の間取り

ロンドン・ストーンは、キャノン・ストリート駅周辺にあったローマ時代の総督府に関係があると指摘されている。1961年から1972年にかけて発掘調査を行ったピーター・マースデンによって、この石はその正面玄関または門の一部であった可能性が示唆されている。 この説の証明は不可能だが、専門家の間では有力な説となっている。